# Ильяшенко, Павел Александрович
Павел Александрович Ильяшенко (род. 23 июня 1990, Уфа) — казахстанский пятиборец, мастер спорта Республики Казахстан международного класса. Многократный победитель чемпионатов России в личном состязании и многократный серебряный призёр чемпионатов Европы и Мира в командном первенстве. Участник ОИ в 2012 году.

## Биография
Ильяшенко П. А. родился в Уфе. С 2000 до 2002 года занимался плаванием. С 2002 г. перешёл на современное пятиборье. В 2007 году окончил общеобразовательную школу № 130, поступил в УГАТУ, отучившись 2 курса, переехал жить в Казахстан и поступил на первый курс Казахской Академии спорта и туризма. Первым тренером был Бикмухаметов Р. С., с 2007 г. по настоящее время тренируется у В. М. Чудновского в ВШСМ (Астана).
2010: Победитель чемпионата Казахстана 2010 года среди юниоров, серебряный призёр чемпионата Казахстана 2010 года среди взрослых.
2011: Серебряный призёр юниорского чемпионата мира в Буэнос-Айресе, Аргентина (2011 г.), 9-е место на чемпионате Азии в 2011 году, 11-е место на чемпионате мира в 2011 году
2012: Победитель чемпионата Казахстана среди взрослых 2012 года, 4-е место на этапе Кубка мира в Ростове (2012).
Получил лицензию на лондонскую Олимпиаду-2012.
На Олимпиаде занял 29 место, набрав 5432 очка (фехтование — 748 очков; плавание — 1244 очка; верховая езда — 1036 очков; комбайн — 2404 очка).
2013: Чемпион Азии.
2014: 6 место Кубок Мира. Сарасота (США)
2015: 3 место в финале Кубка мира по современному пятиборью в Минске
2016: участник Олимпийских игр в Рио
2018: 18-й в финале Кубка мира по современному пятиборью в Астане, Азиада-2018 в Джакарте
2019: 4 место чемпионат Азии в Ухань, Китай (там он взял лицензию на Олимпийские Игры в Токио-2020)

## Личная жизнь
Студент Академии туризма и спорта.